# Mount McGrath
Mount McGrath ein 1714 m hoher Berg im ostantarktischen Mac-Robertson-Land. In der Aramis Range der Prince Charles Mountains ragt er 1,5 km nordöstlich des Mount Bewsher auf.
Luftaufnahmen der Australian National Antarctic Research Expeditions dienten seiner Kartierung. Das Antarctic Names Committee of Australia benannte ihn nach Anthony E. McGrath, stellvertretender Dieselaggregatmechaniker auf der Mawson-Station im Jahr 1963.